# Esther Brand

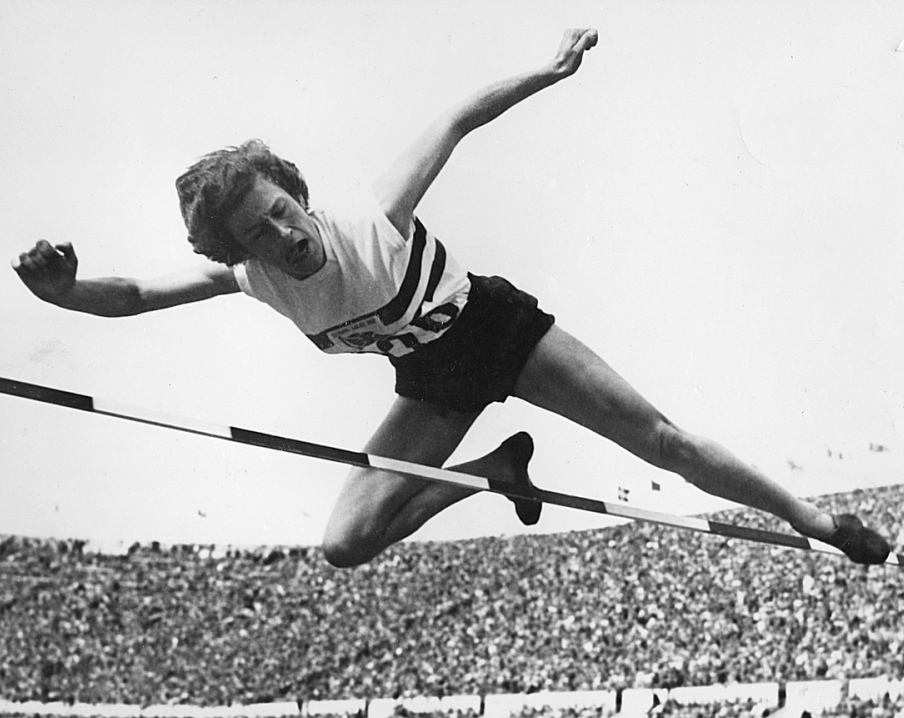
Esther Brand

Esther Cornelia Brand, geb. van Heerden, (* 29. September 1922 in Springbok; † 20. Juni 2015 in Bloemfontein) war eine südafrikanische Leichtathletin.
Als Esther van Heerden sprang sie am 29. März 1941 in Stellenbosch 1,66 Meter hoch. Diese Leistung wurde allerdings erst 1976 als Weltrekord im Hochsprung offiziell anerkannt. Denn Dora Ratjen war mit 1,70 Meter bereits 1938 höher gesprungen. Der Weltrekord von Ratjen musste aber später gestrichen werden, weil Ratjen ein Mann war.
Bei den Olympischen Spielen 1952 in Helsinki trat Esther Brand im Diskuswurf an, schied dort aber in der Qualifikation aus. Im Hochsprung gewann sie mit 1,67 Meter olympisches Gold vor der Britin Sheila Lerwill, die im Jahr zuvor mit 1,72 Meter den seit 1943 bestehenden Weltrekord von Fanny Blankers-Koen um einen Zentimeter gesteigert hatte.